# Благодаровка (Борский район)
Благодаровка — село в Борском районе Самарской области России. Входит в состав сельского поселения Гвардейцы.

## География
Село находится в восточной части Самарской области, в степной зоне, на берегах реки Сухая Безымянка, к северу от автотрассы М5, на расстоянии примерно 23 километров (по прямой) к юго-западу от села Борского, административного центра района. Абсолютная высота — 84 метра над уровнем моря.
Климат
Климат характеризуется как резко континентальный, с морозной малоснежной зимой и жарким сухим летом. Средняя температура воздуха самого тёплого месяца (июля) — 21 °C; самого холодного (января) — −14 °C. Среднегодовое количество атмосферных осадков составляет 350 мм.
Часовой пояс
Село Благодаровка, как и вся Самарская область, находится в часовой зоне МСК+1. Смещение применяемого времени относительно UTC составляет +4:00.

## Население
| 2010 |
| ---- |
| 358  |

Половой состав
По данным Всероссийской переписи населения 2010 года в гендерной структуре населения мужчины составляли 48,3 %, женщины — соответственно 51,7 %.
Национальный состав
Согласно результатам переписи 2002 года, в национальной структуре населения русские составляли 62 % из 359 чел., мордва — 34 %.